# Аполодор из Геле
Аполодор из Геле (грч. Ἀπολλόδωρος ὁ Γελῷος, 4-3. век п. н. е.) био је комедиограф који је стварао у оквиру нове атичке комедије.
Према једној вести из антике, био је Менандров савременик.Понекад га се меша са Аполодором из Кариста, који је такође био представник нове комедије, но антички извори < и епиграфски натписи потврђују да се ради о два разлчита песника.